# Alicella gigantea
Alicella gigantea is een vlokreeftensoort uit de familie van de Alicellidae. De wetenschappelijke naam van de soort is voor het eerst geldig gepubliceerd in 1899 door Chevreux.
Met een lengte tot 34 centimeter is Alicella gigantea de grootste soort vlokreeft. De soort komt alleen voor op heel grote dieptes op de abyssale vlakte van zowel de Atlantische als de Grote Oceaan.